# فرودگاه پورتو سگورو
فرودگاه پورتو سگورو (به انگلیسی: Porto Seguro Airport) (به زبان بومی: Aeroporto de Porto Seguro) یک فرودگاه همگانی مسافربری با کد یاتا BPS است که یک باند فرود آسفالت دارد و طول باند آن ۲۰۰۰ متر است. این فرودگاه در کشور برزیل قرار دارد و در ارتفاع ۵۱ متری از سطح دریا واقع شده‌است.

## شرکت‌های هواپیمایی و مقصدهای پروازی
| شرکت‌های هواپیمایی     | مقصدهای پروازی |
| --------------------- | --- |
| ارولینیاس آرژانتیناس  | محله هوایی یورگ نوبری، مینیسترو پیستارینی، اینگنیرو ارناوتیکو امبرسیو تاراولا                                                             |
| آزول برزیلین ایرلاینز | تانکردو نوس، ویراکوپوس-کامپیناس، پرزیدانت پرودانت، ایله‌وس یرگ امادو، سانتوس دومنت، کونگونیاس-سائو پائولو، اوبرلانجه، اوریکو داگویار سالاس |
| گول ایر ترنسپورت      | تانکردو نوس، برازیلیا، مینیسترو پیستارینی، دپوتادو لوئیس ادواردو مگاهاس، سائو پائولو گوارولوس                                             |
| تام ایرلاینز          | تانکردو نوس، برازیلیا، سائو پائولو گوارولوس                                                                                               |
| پاساردو لینهاس آئرئاس | بلوو هوریزونت/پامپولها – کارلوس درامند داندراد، دپوتادو لوئیس ادواردو مگاهاس                                                              |